# Cros-de-Ronesque
Cros-de-Ronesque é uma comuna francesa na região administrativa de Auvérnia-Ródano-Alpes, no departamento de Cantal. Estende-se por uma área de 16,6 km². Em 2010 a comuna tinha 145 habitantes (densidade: 8,7 hab./km²).